# Izieu
Izieu település Franciaországban, Ain megyében. Lakosainak száma 223 fő (2022. január 1.). Izieu Brégnier-Cordon, Murs-et-Gélignieux, Peyrieu és Prémeyzel községekkel határos.

## Népesség
A település népességének változása:
| Lakosok száma | 103  | 136  | 161  | 184  | 221  | 239  | 235  | 222  | 220  | 223  |
|               | 1968 | 1982 | 1990 | 2006 | 2013 | 2015 | 2017 | 2019 | 2020 | 2022 |